# The Mighty Death Pop!
| Оценки критиков         | Оценки критиков |
| Источник                | Оценка          |
| ----------------------- | --------------- |
| Allmusic                | [ 1 ]           |
| The Daily Blam          | [ 2 ]           |
| The Oakland Press       | [ 3 ]           |
| Spin                    | 7/10            |
| Graveside Entertainment | positive        |

The Mighty Death Pop! — двенадцатый студийный альбом Insane Clown Posse. Выпущен 14 августа 2012 года, это третий альбом группы, спродюсированный Майком Кларком после его возвращения на Psychopathic, он является вторым из шести альбомов новой саги «Dark Carnival».

## Об альбоме
На концерте в 2010 году, ICP показали первое «лицо» второй джокер-карты из новой мифологии шести карт The Mighty Death Pop!. В марте следующего года группа объявила, что альбом будет иметь два «лица», но второе лицо они не показали. Также группа рассказала, что джокер, также как и все его предшественники, будет рассказывать об уроках жизни.

## Список композиций
Слова и музыка всех песен — Insane Clown Posse, кроме отмеченных.
| №                   | Название                                   | Автор(ы)                                | Длительность |
| ------------------- | ------------------------------------------ | --------------------------------------- | ------------ |
| 1.                  | «Intro»                                    |                                         | 2:27         |
| 2.                  | «The Mighty Death Pop»                     |                                         | 2:48         |
| 3.                  | «Night of the Chainsaw»                    |                                         | 3:12         |
| 4.                  | «Chris Benoit»                             |                                         | 3:23         |
| 5.                  | «The Blasta»                               |                                         | 4:07         |
| 6.                  | «Kickin' Kickin'»                          |                                         | 3:38         |
| 7.                  | «Bazooka Joey»                             |                                         | 3:20         |
| 8.                  | «Shooting Stars»                           |                                         | 2:05         |
| 9.                  | «Juggalo Juice»                            |                                         | 3:04         |
| 10.                 | «Hate Her to Death»                        |                                         | 4:51         |
| 11.                 | «Skreem!» (featuring Tech N9ne and Hopsin) | Insane Clown Posse, Tech N9ne, & Hopsin | 4:40         |
| 12.                 | «Ghetto Rainbows»                          |                                         | 3:46         |
| 13.                 | «When I'm Clownin'»                        |                                         | 2:24         |
| 14.                 | «Dog Catchers»                             |                                         | 1:47         |
| 15.                 | «Daisies»                                  |                                         | 3:42         |
| 16.                 | «Where's God?»                             |                                         | 3:41         |
| 17.                 | «Forever»                                  |                                         | 5:04         |
| Общая длительность: | Общая длительность:                        | Общая длительность:                     | 62:14        |